# Церква святого архистратига Михаїла (Іванків)
Церква святого архистратига Михаїла в Іванкові — парафія і храм греко-католицької громади Борщівського деканату Бучацької єпархії Української греко-католицької церкви в селі Іванків Чортківського району Тернопільської области.

## Історія церкви
Згідно з історичними фактами, у 1718 році в селі була збудована дерев'яна церква Святого Михаїла Архангела. Священником при ній був Іван Пашовський. Поруч розташовувалося сільське кладовище[джерело?]. На місці старого храму і цвинтаря у 1845 році звели нову кам'яну церкву з плоскою стелею.
Сучасного вигляду храм набув після реставрації у 1907 році. Тоді ж було збудовано будинок для священника та встановлено пам'ятний хрест на честь скасування панщини.
У період з 1946 по 1990 рік парафія та храм перебували під юрисдикцією РПЦ. У 1990 році парафія повернулася в лоно УГКЦ.
У селі відновили зруйновані пам'ятні хрести та збудували чотири нові каплиці. П'ята каплиця, зведена ще в 1903 році, була реставрована і збереглася до наших днів.
За кошти та зусилля парафіян було відремонтовано будівлю храму, придбано іконостас і споруджено архітектурний комплекс «Хресна дорога».
4 листопада 2001 року владика Бучацької єпархії Іриней Білик освятив нову каплицю Воскресіння Христового.
При парафії діють: братство «Апостольство молитви», Вівтарна дружина та спільнота «Матері в молитві».

## Парохи
- о. Антон Уранович (1807—1890 роки життя),
- о. Михайлевич,
- о. Гнат Чубатий (1896),
- о. Тит Чубатий,
- о. Герасим'юк,
- о. Ігнатій Щуровський (до 1928),
- о. Григорій Островський (1928—1938),
- о. Косарчин (1938—1939),
- о. Дмитро Кушнірук (1939—1946),
- о. Михайло Кріль,
- о. Григорій Дребіт,
- о. Зиновій Пасічник,
- о. Володимир Заліський,
- о. Олег Косован (з 24 жовтня 1999).